# Núria Pompeia
Núria Pompeia (née Núria Vilaplana i Buixons le 2 mai 1931 à Barcelone et morte le 25 décembre 2016 est une auteure de bande dessinée, journaliste et écrivaine espagnole travaillant en castillan et catalan.

## Biographie
Active depuis la fin des années 1960, elle s'est fait connaître par ses travaux critiquant la bourgeoisie, son milieu d'origine, et le machisme espagnols, combats qu'elle a continué de mener tout au long de sa carrière.

## Prix
- 2007 : Croix de Saint-Georges
- 2011 : Prix Haxtur de l'« auteur que nous aimons », pour l'ensemble de sa carrière